# Vivian-Nunatak
Der Vivian-Nunatak ist ein Nunatak im westantarktischen Marie-Byrd-Land. In den Ford Ranges ragt er 2,5 km südwestlich des Mount Monson am südwestlichen Ausläufer der Mackay Mountains auf.
Wissenschaftler der United States Antarctic Service Expedition (1939–1941) entdeckten und kartierten ihn. Der United States Geological Survey kartierte ihn anhand eigener Vermessungen und Luftaufnahmen der United States Navy aus den Jahren von 1959 bis 1965. Das Advisory Committee on Antarctic Names benannte ihm 1970 nach Leutnant John F. Vivian von den Reservestreitkräften der US Navy, Kopilot einer LC-130F Hercules während er Operation Deep Freeze des Jahres 1968.